# João de Almeida Neto
João de Almeida Neto (Uruguaiana, 23 de novembro de 1956) é um cantor, compositor e crítico musical brasileiro, autor da letra de músicas famosas como Razões do Boca Braba e Meu país.
Conhecido torcedor e conselheiro do Grêmio de Porto Alegre, foi membro titular do programa Sala de Redação da Rádio Gaúcha. Atualmente, é auditor do Tribunal de Justiça Desportiva de Futebol do Rio Grande do Sul.
Almeida Neto já escreveu letras de caráter humorístico. Em 2009, Gaúcho da Fronteira teve problemas de saúde no coração. Aproveitando-se disso, Almeida escreveu uma letra para explicar porque não lhe deu seu coração, segundo Almeida. João é letrista de músicas nativistas.

## Obra
- Chuva de verão[5]
- Crioulo da Tia Maruca[5]
- Guitarras do Litoral[5]
- Palavra de cantor[5]
- Trem Magiar[5]
- Vozes rurais[5]

## Discografia
- João de Almeida Neto, Vol. I, Gravadora Nova Trilha/RBS, 1989.[6]
- João de Almeida Neto, Vol II, Gravadora RGE, 1992.[6]
- Palavra de Cantor, Gravadora RGE/RBS, 1995.[6]
- Coração de Gaúcho, Gravadora USADISCOS, 2000.[6]
- João de Almeida Neto e Nelson Cardoso - Marca de Cascos - Gravadora USADISCOS - 2002[6]
- Acústico Vozes Rurais, CD duplo - Gravadora USADISCOS[6]
- Em Nome do Pai, Gravadora USADISCOS[6]
- Gaúchos Cantam Tangos[6]
- DVD - Vozes Rurais[6]

## Prêmios e indicações

### Prêmio Açorianos
| Ano  | Categoria                     | Indicação            | Resultado |
| ---- | ----------------------------- | -------------------- | --------- |
| 1999 | Intérprete de Música Regional | João de Almeida Neto | Indicado  |
| 2000 | Intérprete de Música Regional | João de Almeida Neto | Venceu    |
| 2000 | Disco de Música Regional      | Coração de Gaúcho    | Indicado  |
| 2005 | Intérprete de Música Regional | João de Almeida Neto | Venceu    |

- Troféu Vitória (1997) - Melhor cantor do ano[1]